# The Ashlee Simpson Show
Ett populärt TV-program på MTV som handlar om sångerskan Ashlee Simpson. Tittarna får följa med Ashlee i hennes vardagsliv, när hon skriver och spelar in låtar till albumet Autobiography, och även ta del av mycket av hennes personliga liv med kompisar, familj och pojkvänner. Serien har två säsonger, en med 8 avsnitt och en med 10.

## Avsnittens titlar och datum då de sändes första gången i USA

### Säsong 1
1. "Ashlee Moves Onward and Upward" – 16 juni 2004
2. "Ashlee Verses Her Label" – 23 juni 2004
3. "Ashlee Rocks Ryan's World" – 30 juni 2004
4. "Valentine's Bummer" – 7 juli 2004
5. "Ashlee Strikes a Pose" – 14 juli 2004
6. "Ashlee Performs Live" – 21 juli 2004
7. "Ashlee Hits the Big Time" – 28 juli 2004
8. "Ashlee Goes Platinum" – 4 augusti 2004

### Säsong 2
1. "Ashlee Heads to the Big Apple" – 26 januari 2005
2. "Ashlee's Notorious Performance" – 2 februari 2005
3. "Ashlee Turns 20" – 9 februari 2005
4. "Ashlee Backs Up Her Vocals" — 16 februari 2005
5. "New Female Artist of the Year" – 23 februari 2005
6. "Jingle Ball Rock" – 2 mars 2005
7. "Happy New Year!" – 9 mars 2005
8. "The Orange Bowl" – 16 mars 2005
9. "Puppy Love" – 23 mars 2005
10. "The Show Must Go On..." – 30 mars 2005